# Nati nel 1943/Dicembre
| Questa pagina contiene informazioni ricavate automaticamente dalle voci biografiche con l'ausilio del template Bio e di un bot. L'aggiornamento è periodico e automatico e ricostruisce completamente la pagina. Se manca una persona in questa lista, sei pregato di non aggiungerla, ma accertati piuttosto che la sua voce biografica contenga il template Bio e che i dati anagrafici siano correttamente compilati. Se il template Bio manca, inseriscilo tu stesso o, in alternativa, metti l'avviso {{tmp\|Bio}} che ne segnala la mancanza. Se i dati riportati sono sbagliati, correggi direttamente la voce biografica; le modifiche saranno visibili in questa lista entro pochi giorni. Per chiarimenti vedi il progetto biografie. La lista contiene solo le 213 persone che sono citate nell'enciclopedia e per le quali è stato implementato correttamente il template Bio. Pagina aggiornata al 10 giu 2025. |

- 1º dicembre - Bernard Blanchet, ex calciatore francese
- 1º dicembre - Ortrun Enderlein, ex slittinista tedesca orientale
- 1º dicembre - Finn Kydland, economista norvegese
- 1º dicembre - Nicholas Negroponte, informatico statunitense
- 1º dicembre - Carlos Regazzoni, scultore e pittore argentino († 2020)
- 1º dicembre - Laura Thermes, architetta italiana
- 1º dicembre - Antonio Tomassini, politico e medico italiano
- 2 dicembre - Wayne Allard, politico statunitense
- 2 dicembre - Pierangelo Civera, attore, doppiatore e direttore del doppiaggio italiano († 1988)
- 2 dicembre - Neville Hayes, nuotatore australiano († 2022)
- 2 dicembre - Steve Rubell, imprenditore statunitense († 1989)
- 2 dicembre - Noël Van Clooster, ciclista su strada e pistard belga († 2022)
- 2 dicembre - William Wegman, fotografo statunitense
- 3 dicembre - Douglas Cagas, politico filippino († 2021)
- 3 dicembre - Franco Cassano, sociologo e politico italiano († 2021)
- 3 dicembre - Pentti Kahma, ex discobolo finlandese
- 3 dicembre - Zdenko Kobeščak, allenatore di calcio e ex calciatore jugoslavo
- 3 dicembre - Christa Linder, attrice e ex modella tedesca
- 3 dicembre - Giancarlo Roffi, ex calciatore italiano
- 3 dicembre - Kiyoshi Tomizawa, ex calciatore giapponese
- 4 dicembre - Christine Beckers, ex pilota automobilistica e pilota di rally belga
- 4 dicembre - Giovanni Campo, urbanista e politico italiano († 2006)
- 4 dicembre - Niels Hagenau, ex calciatore danese
- 4 dicembre - Les O'Neill, allenatore di calcio e ex calciatore inglese
- 5 dicembre - Aleksandr Gavrilov, ex pattinatore artistico su ghiaccio sovietico
- 5 dicembre - Eva Joly, magistrata e politica norvegese
- 5 dicembre - Bobby Thomson, allenatore di calcio e calciatore inglese († 2009)
- 5 dicembre - Nicolae Văcăroiu, politico e economista romeno
- 5 dicembre - Ermenegildo Valle, allenatore di calcio e ex calciatore italiano
- 5 dicembre - Robin James Wilson, matematico britannico
- 5 dicembre - Andrew Yeom Soo-jung, cardinale e arcivescovo cattolico sudcoreano
- 6 dicembre - Giancarlo Lehner, giornalista, scrittore e storico italiano
- 6 dicembre - Miguel Lunghi, pediatra e politico argentino
- 6 dicembre - Ingrid Löfdahl, ex tennista svedese
- 6 dicembre - Alberto Rossi, politico italiano
- 6 dicembre - Mike Smith, musicista e produttore discografico britannico († 2008)
- 7 dicembre - Peter Chatel, attore e drammaturgo tedesco († 1986)
- 7 dicembre - Viviana Corsini, ex cestista italiana
- 7 dicembre - Georges Coste, ex rugbista a 15 e allenatore di rugby a 15 francese
- 7 dicembre - Akbar Eftekhari, calciatore iraniano († 2017)
- 7 dicembre - Kurt Helmudt, canottiere danese († 2018)
- 7 dicembre - Sue Johnston, attrice britannica
- 7 dicembre - Nicholas Katz, matematico statunitense
- 7 dicembre - Steve Pieczenik, psichiatra, scrittore e editore statunitense
- 7 dicembre - Denis Sassou Nguesso, politico e militare della Repubblica del Congo
- 7 dicembre - František Veselý, calciatore cecoslovacco († 2009)
- 8 dicembre - Paolo Cammarosano, storico italiano
- 8 dicembre - Ramón Grosso, calciatore spagnolo († 2002)
- 8 dicembre - Jim Morrison, cantautore e poeta statunitense († 1971)
- 8 dicembre - Nélio dos Santos Pereira, ex calciatore brasiliano
- 8 dicembre - James Tate, poeta statunitense († 2015)
- 8 dicembre - Bodo Tümmler, ex mezzofondista tedesco
- 8 dicembre - Mary Woronov, attrice, scrittrice e artista statunitense
- 9 dicembre - Luigi Accattoli, saggista e giornalista italiano
- 9 dicembre - Paola Bordon, ex cestista italiana
- 9 dicembre - Tony Frank, attore statunitense († 2000)
- 9 dicembre - Lasse Holm, cantautore svedese
- 9 dicembre - Michael Krüger, scrittore e poeta tedesco
- 9 dicembre - Pit Martin, hockeista su ghiaccio canadese († 2008)
- 9 dicembre - Vaclav Smil, ambientalista ceco
- 9 dicembre - Roberto Terpin, arbitro di calcio italiano († 1995)
- 10 dicembre - Pier Luigi Branduardi, calciatore italiano († 2024)
- 10 dicembre - J. Richard Fisher, astronomo statunitense
- 10 dicembre - Libero Lo Sardo, generale italiano
- 10 dicembre - Ken Mallender, ex calciatore inglese
- 10 dicembre - Silvano Raganini, ex tiratore a volo sammarinese
- 10 dicembre - Lajos Szűcs, calciatore ungherese († 2020)
- 11 dicembre - Alain de Benoist, scrittore, filosofo e giornalista francese
- 11 dicembre - Vincent Borg Bonaci, calciatore maltese († 2006)
- 11 dicembre - Jacques Cadiou, ex ciclista su strada francese
- 11 dicembre - Lorenzo Gestri, politico e storico italiano († 2002)
- 11 dicembre - John Kerry, politico statunitense
- 11 dicembre - Claudia d'Orléans, principessa francese
- 11 dicembre - Roger Vélasquez, ex velocista francese
- 12 dicembre - Dickey Betts, chitarrista statunitense († 2024)
- 12 dicembre - Ettore Borzacchini, scrittore italiano († 2014)
- 12 dicembre - E. Jean Carroll, giornalista, scrittrice e opinionista statunitense
- 12 dicembre - Gita Mehta, scrittrice e giornalista statunitense († 2023)
- 12 dicembre - Angelo Pereni, allenatore di calcio e calciatore italiano († 2020)
- 12 dicembre - Miguel Ángel Raimondo, ex calciatore argentino
- 12 dicembre - Michèle Reverdy, compositrice e musicologa francese
- 12 dicembre - Gianni Russo, attore e imprenditore statunitense
- 12 dicembre - Phyllis Somerville, attrice statunitense († 2020)
- 12 dicembre - Grover Washington Jr., sassofonista statunitense († 1999)
- 13 dicembre - Bob Brier, egittologo statunitense
- 13 dicembre - Ignacio Calderón, ex calciatore messicano
- 13 dicembre - Bruno Cortini, regista e sceneggiatore italiano († 1989)
- 13 dicembre - Joan Fa, ex cestista e dirigente sportivo spagnolo
- 13 dicembre - Luciano Galliani, pedagogista e politico italiano
- 13 dicembre - Maurice Hines, attore, ballerino e coreografo statunitense († 2023)
- 13 dicembre - Gertraud Jesserer, attrice austriaca († 2021)
- 13 dicembre - Antonio Eduardo Beci, ex calciatore spagnolo
- 13 dicembre - Ragnhild Myklebust, sciatrice nordica norvegese
- 13 dicembre - Johan Reinhard, esploratore e antropologo statunitense
- 13 dicembre - Arturo Ripstein, regista messicano
- 14 dicembre - Britt Allcroft, scrittrice, produttrice televisiva e regista britannica († 2024)
- 14 dicembre - Carmen Cruz, ex cestista ecuadoriana
- 14 dicembre - Dandy Livingstone, cantautore, compositore e produttore discografico giamaicano
- 14 dicembre - António Simões, ex calciatore portoghese
- 14 dicembre - Marco Tartari, ex calciatore italiano
- 14 dicembre - René van der Linden, politico olandese
- 15 dicembre - Peter Guralnick, critico musicale statunitense
- 15 dicembre - Mihály Hesz, ex canoista ungherese
- 15 dicembre - Domingo Perurena, ciclista su strada spagnolo († 2023)
- 15 dicembre - Alberto Zorzoli, politico italiano
- 15 dicembre - Fadia d'Egitto, principessa egiziana († 2002)
- 16 dicembre - Steven Bochco, autore televisivo e sceneggiatore statunitense († 2018)
- 16 dicembre - Adrie Lasterie, nuotatrice olandese († 1991)
- 17 dicembre - Mary Brunner, criminale statunitense
- 17 dicembre - Cathia Caro, attrice francese
- 17 dicembre - Christopher Cazenove, attore britannico († 2010)
- 17 dicembre - József Csatári, lottatore ungherese († 2021)
- 17 dicembre - Ron Geesin, musicista e compositore britannico
- 17 dicembre - Ludger Lütkehaus, filosofo e storico della letteratura tedesco († 2019)
- 17 dicembre - Rick Nolan, politico statunitense († 2024)
- 17 dicembre - Pak Doo-ik, ex calciatore e allenatore di calcio nordcoreano
- 17 dicembre - Gianni Ravaglia, politico italiano
- 18 dicembre - Bobby Keys, sassofonista statunitense († 2014)
- 18 dicembre - Hanoch Levin, drammaturgo, poeta e regista teatrale israeliano († 1999)
- 18 dicembre - Keith Richards, chitarrista, cantautore e attore britannico
- 18 dicembre - Alan Rudolph, regista e sceneggiatore statunitense
- 18 dicembre - Fay Toyne, tennista australiana
- 18 dicembre - Javier Álvarez, ex mezzofondista spagnolo
- 19 dicembre - Mulatu Astatke, musicista etiope
- 19 dicembre - Francesco Fontana, dirigente sportivo italiano
- 19 dicembre - Jimmy Mackay, calciatore australiano († 1998)
- 19 dicembre - Ron Schock, ex hockeista su ghiaccio canadese
- 20 dicembre - Antonio Buoncristiani, arcivescovo cattolico italiano
- 20 dicembre - Gianpietro Gariani, illustratore e animatore italiano
- 20 dicembre - Frances MacLennan, ex tennista britannica
- 20 dicembre - Walter Washington, cantante e chitarrista statunitense († 2022)
- 21 dicembre - Aimé Anthuenis, allenatore di calcio e ex calciatore belga
- 21 dicembre - Massimo Bertarelli, giornalista e critico cinematografico italiano († 2019)
- 21 dicembre - Dina De Santis, attrice cinematografica italiana († 1985)
- 21 dicembre - Michele Gesualdi, politico, sindacalista e scrittore italiano († 2018)
- 21 dicembre - Masafumi Hara, ex calciatore giapponese
- 21 dicembre - György Horváth, sollevatore ungherese († 1988)
- 21 dicembre - Albert Lee, chitarrista inglese
- 21 dicembre - Gwen McCrae, cantante statunitense († 2025)
- 21 dicembre - Cesare Medail, scrittore e giornalista italiano († 2005)
- 21 dicembre - John Moore, allenatore di calcio e ex calciatore scozzese
- 21 dicembre - Jack Nance, attore statunitense († 1996)
- 21 dicembre - Lanfranco Senn, economista italiano
- 22 dicembre - Gordon Ferry, ex calciatore inglese
- 22 dicembre - Isaia Gasparotto, politico italiano
- 22 dicembre - John Kappler, immunologo statunitense
- 22 dicembre - Juan Mujica, calciatore uruguaiano († 2016)
- 22 dicembre - Luis Regueiro Urquiola, ex calciatore messicano
- 22 dicembre - Paul Wolfowitz, politico e diplomatico statunitense
- 23 dicembre - Gianni Ambrosio, vescovo cattolico italiano
- 23 dicembre - Michail Leonidovič Gromov, matematico russo
- 23 dicembre - Elizabeth Hartman, attrice statunitense († 1987)
- 23 dicembre - Butler W. Lampson, informatico statunitense
- 23 dicembre - Dave Lattin, ex cestista statunitense
- 23 dicembre - Terry Peder Rasmussen, serial killer e militare statunitense († 2010)
- 23 dicembre - Harry Shearer, attore, comico e doppiatore statunitense
- 23 dicembre - Inder Singh, ex calciatore e allenatore di calcio indiano
- 23 dicembre - Silvia Sommerlath, regina tedesca
- 23 dicembre - Michele Ventura, politico italiano
- 24 dicembre - Alberto Andrade, politico peruviano († 2009)
- 24 dicembre - Giorgio Giovannini, ex magistrato italiano
- 24 dicembre - Tarja Halonen, politica finlandese
- 24 dicembre - Kazuo Komatsubara, animatore e character designer giapponese († 2000)
- 24 dicembre - Robert Kurz, filosofo e giornalista tedesco († 2012)
- 24 dicembre - Al Palladini, politico italiano († 2001)
- 24 dicembre - Noëlla Pontois, ex ballerina francese
- 24 dicembre - Christian Raymond, ex ciclista su strada francese
- 24 dicembre - Giovanni Salio, ambientalista e pacifista italiano († 2016)
- 25 dicembre - Bill Bowrey, ex tennista australiano
- 25 dicembre - Giuseppe Dato, urbanista e saggista italiano († 2010)
- 25 dicembre - Wilson Fittipaldi, pilota automobilistico brasiliano († 2024)
- 25 dicembre - Joe Harris, cantante belga († 2003)
- 25 dicembre - Sigi Martínez, ex calciatore e allenatore di calcio peruviano
- 25 dicembre - Jacqui McShee, cantante inglese
- 25 dicembre - Geoffrey Parker, storico britannico
- 25 dicembre - Savino Pezzotta, sindacalista e politico italiano
- 25 dicembre - Hanna Schygulla, attrice e cantante tedesca
- 26 dicembre - Carlo Benetton, imprenditore italiano († 2018)
- 26 dicembre - Ekmeleddin İhsanoğlu, storico e politico turco
- 26 dicembre - Ke Seung-woon, ex calciatore nordcoreano
- 26 dicembre - Álvaro López Miera, generale e politico cubano
- 26 dicembre - Pavel Ploc, biatleta cecoslovacco († 2024)
- 26 dicembre - Valerij Priёmychov, attore, sceneggiatore e regista sovietico († 2000)
- 27 dicembre - Salvador Mariona, allenatore di calcio e ex calciatore salvadoregno
- 27 dicembre - Maria Cressari, ex ciclista su strada e pistard italiana
- 27 dicembre - Sam Hinds, politico e diplomatico guyanese
- 27 dicembre - Živorad Jevtić, calciatore jugoslavo († 2000)
- 27 dicembre - Tokiko Katō, cantante, compositrice e attrice giapponese
- 27 dicembre - John Edward Robinson, serial killer statunitense
- 27 dicembre - Joan Manuel Serrat, cantante, chitarrista e compositore spagnolo
- 27 dicembre - Peter Sinfield, paroliere, musicista e produttore discografico britannico († 2024)
- 27 dicembre - Jean Zerbo, cardinale e arcivescovo cattolico maliano
- 28 dicembre - Billy Chapin, attore statunitense († 2016)
- 28 dicembre - Juan Luis Cipriani Thorne, cardinale e arcivescovo cattolico peruviano
- 28 dicembre - Inocente Cuesta, ex cestista cubano
- 28 dicembre - Ted Hill, statistico statunitense
- 29 dicembre - Claudio Agnisetta, ex canoista italiano
- 29 dicembre - Rick Danko, bassista e cantante canadese († 1999)
- 29 dicembre - Einar Halle, ex arbitro di calcio e ex calciatore norvegese
- 29 dicembre - Larry Hurtado, storico delle religioni e teologo statunitense († 2019)
- 29 dicembre - Jürgen Kluckert, attore, doppiatore e conduttore radiofonico tedesco († 2023)
- 29 dicembre - Hanja Maij-Weggen, politica olandese
- 29 dicembre - Ron Perry, ex cestista statunitense
- 30 dicembre - Linda Thom, ex tiratrice a segno canadese
- 30 dicembre - Gösta Winbergh, tenore svedese († 2002)
- 31 dicembre - Yawovi Agboyibo, politico togolese († 2020)
- 31 dicembre - Roland Blanche, attore francese († 1999)
- 31 dicembre - John Denver, cantautore e musicista statunitense († 1997)
- 31 dicembre - Wolfgang Gerhardt, politico tedesco († 2024)
- 31 dicembre - Horst Heese, allenatore di calcio e ex calciatore tedesco
- 31 dicembre - Ben Kingsley, attore britannico
- 31 dicembre - Pete Quaife, bassista britannico († 2010)
- 31 dicembre - Giovanna Resta, ex cestista italiana